# روبرت بيج (سياسي)
روبرت بيج (بالإنجليزية: Robert Page)‏ هو محامي وسياسي أمريكي، ولد في 4 فبراير 1765 في الولايات المتحدة، وتوفي في 8 ديسمبر 1840 في نفس البلد. حزبياً، نشط في الحزب الفيدرالي الأمريكي. وقد انتخب عضو مجلس نواب الولايات المتحدة عن ولاية فرجينيا وانتخب عضو مجلس النواب الأمريكي.